# OProfile
OProfile是Linux内核支持的一种性能分析机制。
它在时钟中断处理入口处建立监测点，记录被中断的上下文现场，由配套的用户态的工具oprof_start负责在用户态收集数据，opreport则分析数据并给出分析报告。
通过这个工具，开发人员可以得知一个程序的瓶颈在哪里，进而指导代码优化。